# Nejc Gradišar
Nejc Gradišar (* 6. August 2002 in Ljubljana) ist ein slowenischer Fußballspieler.

## Karriere

### Verein
Er begann seine Karriere in der Jugend von NK Bravo und wechselte zur Saison 2021/22 in den Kader der ersten Mannschaft über. Erstmals zum Einsatz kam er aber bereits am 19. Juli 2020, bei einem 4:1-Sieg über NK Triglav am 35. Spieltag. Denn nur ein paar Wochen später, ging es für ihn ab August 2021 per Leihe erst einmal zum NK Brežice 1919, wo er noch einmal für ein halbes Jahr in der Zweiten Liga kickte. Per erneuter Leihe ging es für ihn im Februar 2022 danach zu NK Rogaška, wo er nach Ablauf der Spielzeit dann auch fest hin wechselte und mit dem Klub zur Spielzeit 2022/23 in die erste Liga aufstieg. In der Spielzeit 2023/24 schoss er hier bis Februar in 14 Einsätzen sieben Tore und zog damit die Aufmerksamkeit von anderen Klubs auf sich. Für eine Ablöse von 400.000 € ging es für ihn so Anfang Februar 2024 nach Ungarn, wo er seit dem für den Fehérvár FC spielt. Bei seinem ersten Spiel, einem 2:1-Sieg über den Kisvárda FC machte er zeitgleich auch sein erstes Tor für seinen Klub.

### Nationalmannschaft
Mit der slowenischen U21 nahm er bislang an ein paar Freundschafts- und mehreren Qualifikationsspielen für die Europameisterschaft 2025 teil.
Sein Debüt im Trikot der A-Nationalmannschaft hatte er am 20. Januar 2024 bei einem 1:0-Freundschaftsspielsieg über die USA, wo er in der Startelf stand und auch das 1:0 in der 26. Minute erzielte. Zur 65. Minute wurde er schließlich für Andrés Vombergar ausgewechselt.